# Tora Aasland
Tora Aasland (født 6. november 1942 i Skien, Telemark) er en norsk politiker (SV) og embedsmand. Hun er siden 18. oktober 2007 forskningsminister med ansvar for højere uddannelse og forskning.

## Baggrund
Aasland studerede ved Telemark Handelsgymnas i 1961, og tog eksamen ved Colby Jr. College i New Hampshire i USA året efter. I 1965 tog hun eksamen ved Norske Kvinners Nasjonalråds sosialskole. Hun har hovedfag i sociologi fra Universitetet i Oslo i 1973 og har været forsker ved Institutt for samfunnsforskning. Hun var generalsekretær i Norsk Faglitterær Forfatterforening fra 1983 til 1985.

## Politisk liv
Aasland var indtil hun blev minister i 2007, Norges eneste fylkesmann med baggrund i SV.
Hun blev valgt til Stortinget fra Akershus i 1985 og blev utnævnt til fylkesmann i Rogaland i 1991 (hun tiltrådte i 1993). Som fylkesmann har hun deltaget i en række offentlige udvalg. I 2005 blev hun utnævnt til Kommandør af Den Kongelige Norske St. Olavs Orden for sin samfundsgavnlige indsats.
Den 18. oktober 2007 blev Tora Aasland forskningsminister efter udskiftninger i Regeringen Jens Stoltenberg II. Aasland tog én af de to nyopprettede ministerposter i undervisningsministeriet, efter at undervisningsminister Øystein Djupedal gik af efter eget ønske.